# Coppa di Turchia 2021-2022 (pallavolo maschile)
La Coppa di Turchia 2021-2022 si è svolta dal 1º ottobre 2021 al 13 aprile 2022: al torneo hanno partecipato quattordici squadre di club turche e la vittoria finale è andata per la terza volta all'Arkas.

## Regolamento
Alla competizione prendono parte tutte e 14 le squadre partecipanti alla Efeler Ligi 2021-2022. È prevista una fase di qualificazione, dalla quale sono esonerate le due formazioni finaliste della Efeler Ligi 2020-2021 (il Fenerbahçe e lo Ziraat Bankası), con tre gironi da quattro squadre che si sfidano in un round-robin: le prime due classificate di ciascun girone accedono ai quarti di finale, disputati in gara unica, così come la Final-4.

## Squadre partecipanti
| - Afyon - Altekma - Arkas - Bursa BB - Cizre - Fenerbahçe - Galatasaray | - Halkbank - Solhan - Sorgun - Spor Toto - Tokat - Yeni Kızıltepe - Ziraat Bankası |

## Torneo

### Fase a gironi

#### Gruppo A

##### Risultati
| 1º ottobre 2021 İzmir Atatürk Spor Salonu, Smirne Durata: 2h:21 - Spettatori: 95 | Galatasaray | 2 - 3 | Cizre       | 22-25, 25-17, 24-26, 25-21, 12-15 |
| 1º ottobre 2021 İzmir Atatürk Spor Salonu, Smirne Durata: 1h:26 - Spettatori: ?  | Bursa BB    | 3 - 0 | Solhan      | 25-14, 25-23, 25-19               |
| 2 ottobre 2021 İzmir Atatürk Spor Salonu, Smirne Durata: 2h:21 - Spettatori: 75  | Cizre       | 2 - 3 | Bursa BB    | 26-24, 22-25, 23-25, 25-21, 11-15 |
| 2 ottobre 2021 İzmir Atatürk Spor Salonu, Smirne Durata: 1h:37 - Spettatori: 110 | Solhan      | 0 - 3 | Galatasaray | 27-29, 21-25, 22-25               |
| 3 ottobre 2021 İzmir Atatürk Spor Salonu, Smirne Durata: 1h:13 - Spettatori: 68  | Solhan      | 0 - 3 | Cizre       | 17-25, 15-25, 20-25               |
| 3 ottobre 2021 İzmir Atatürk Spor Salonu, Smirne Durata: 1h:54 - Spettatori: 550 | Galatasaray | 3 - 1 | Bursa BB    | 25-23, 25-20, 21-25, 26-24        |

##### Classifica
| Pos. | Squadra     | Pt | G | V | P | SV | SP | Ratio | PF  | PS  | Ratio |
| ---- | ----------- | -- | - | - | - | -- | -- | ----- | --- | --- | ----- |
| 1.   | Galatasaray | 7  | 3 | 2 | 1 | 8  | 4  | 2,000 | 284 | 266 | 1,068 |
| 2.   | Cizre       | 6  | 3 | 2 | 1 | 8  | 5  | 1,600 | 286 | 270 | 1,059 |
| 3.   | Bursa BB    | 5  | 3 | 2 | 1 | 7  | 5  | 1,400 | 277 | 260 | 1,065 |
| 4.   | Solhan      | 0  | 3 | 0 | 3 | 0  | 9  | 0,000 | 178 | 229 | 0,777 |

      Qualificata ai quarti di finale.

#### Gruppo B

##### Risultati
| 1º ottobre 2021 Başkent Voleybol Salonu, Ankara Durata: 1h:26 - Spettatori: 100 | Arkas          | 3 - 0 | Yeni Kızıltepe | 25-23, 25-17, 25-22               |
| 1º ottobre 2021 Başkent Voleybol Salonu, Ankara Durata: 2h:23 - Spettatori: 60  | Altekma        | 3 - 2 | Sorgun         | 26-28, 25-22, 24-26, 25-19, 15-11 |
| 2 ottobre 2021 Başkent Voleybol Salonu, Ankara Durata: 1h:22 - Spettatori: 200  | Sorgun         | 0 - 3 | Arkas          | 20-25, 23-25, 17-25               |
| 2 ottobre 2021 Başkent Voleybol Salonu, Ankara Durata: 1h:49 - Spettatori: 50   | Yeni Kızıltepe | 3 - 0 | Altekma        | 34-32, 25-20, 25-17               |
| 3 ottobre 2021 Başkent Voleybol Salonu, Ankara Durata: 2h:02 - Spettatori: 250  | Sorgun         | 3 - 2 | Yeni Kızıltepe | 21-25, 25-21, 25-23, 19-25, 15-8  |
| 3 ottobre 2021 Başkent Voleybol Salonu, Ankara Durata: 1h:19 - Spettatori: 250  | Arkas          | 3 - 0 | Altekma        | 25-18, 25-18, 25-23               |

##### Classifica
| Pos. | Squadra        | Pt | G | V | P | SV | SP | Ratio | PF  | PS  | Ratio |
| ---- | -------------- | -- | - | - | - | -- | -- | ----- | --- | --- | ----- |
| 1.   | Arkas          | 9  | 3 | 3 | 0 | 9  | 0  | MAX   | 225 | 181 | 1,243 |
| 2.   | Yeni Kızıltepe | 4  | 3 | 1 | 2 | 5  | 6  | 0,830 | 248 | 249 | 0,996 |
| 3.   | Sorgun         | 3  | 3 | 1 | 2 | 5  | 8  | 0,620 | 271 | 292 | 0,928 |
| 4.   | Altekma        | 2  | 3 | 1 | 2 | 3  | 8  | 0,380 | 243 | 265 | 0,917 |

      Qualificata ai quarti di finale.

#### Gruppo C

##### Risultati
| 1º ottobre 2021 Burhan Felek Spor Salonu, Istanbul Durata: 1h:17 - Spettatori: 52 | Halkbank  | 3 - 0 | Afyon     | 25-17, 25-13, 25-15        |
| 1º ottobre 2021 Burhan Felek Spor Salonu, Istanbul Durata: 1h:28 - Spettatori: 50 | Spor Toto | 3 - 0 | Tokat     | 25-22, 25-14, 25-20        |
| 2 ottobre 2021 Burhan Felek Spor Salonu, Istanbul Durata: 1h:25 - Spettatori: 30  | Tokat     | 0 - 3 | Halkbank  | 15-25, 21-25, 18-25        |
| 2 ottobre 2021 Burhan Felek Spor Salonu, Istanbul Durata: 2h:01 - Spettatori: 20  | Afyon     | 1 - 3 | Spor Toto | 25-23, 14-25, 27-29, 16-25 |
| 3 ottobre 2021 Burhan Felek Spor Salonu, Istanbul Durata: 1h:17 - Spettatori: 25  | Tokat     | 3 - 0 | Afyon     | 25-15, 25-14, 25-20        |
| 3 ottobre 2021 Burhan Felek Spor Salonu, Istanbul Durata: 1h:17 - Spettatori: 200 | Halkbank  | 3 - 0 | Spor Toto | 25-11, 25-16, 25-17        |

##### Classifica
| Pos. | Squadra   | Pt | G | V | P | SV | SP | Ratio | PF  | PS  | Ratio |
| ---- | --------- | -- | - | - | - | -- | -- | ----- | --- | --- | ----- |
| 1.   | Halkbank  | 9  | 3 | 3 | 0 | 9  | 0  | MAX   | 225 | 143 | 1,573 |
| 2.   | Spor Toto | 6  | 3 | 2 | 1 | 6  | 4  | 1,150 | 221 | 213 | 1,038 |
| 3.   | Tokat     | 3  | 3 | 1 | 2 | 3  | 6  | 0,500 | 185 | 199 | 0,930 |
| 4.   | Afyon     | 0  | 3 | 0 | 3 | 1  | 9  | 0,111 | 176 | 252 | 0,698 |

      Qualificata ai quarti di finale.

### Fase finale

#### Tabellone
|  | Quarti di finale | Quarti di finale | Quarti di finale |             |                | Semifinali     | Semifinali | Semifinali |  |  | Finale | Finale | Finale |  |
|  |                  |                  |                  |             |                |                |            |            |  |  |        |        |        |  |
|  | Ziraat Bankası   | Ziraat Bankası   | 3                |             |                |                |            |            |  |  |        |        |        |  |
|  | Ziraat Bankası   | Ziraat Bankası   | 3                |             |                |                |            |            |  |  |        |        |        |  |
|  | Yeni Kızıltepe   | Yeni Kızıltepe   | 0                |             |                |                |            |            |  |  |        |        |        |  |
|  | Yeni Kızıltepe   | Yeni Kızıltepe   | 0                |             | Ziraat Bankası | Ziraat Bankası | 1          |            |  |  |        |        |        |  |
|  |                  |                  |                  |             | Ziraat Bankası | Ziraat Bankası | 1          |            |  |  |        |        |        |  |
|  |                  |                  | Arkas            | Arkas       | 3              |                |            |            |  |  |        |        |        |  |
|  | Halkbank         | Halkbank         | Arkas            | Arkas       | 3              | 2              |            |            |  |  |        |        |        |  |
|  | Halkbank         | Halkbank         |                  |             |                |                |            |            |  |  |        |        |        |  |
|  | Arkas            | Arkas            | 3                |             |                |                |            |            |  |  |        |        |        |  |
|  | Arkas            | Arkas            | 3                |             | Arkas          | Arkas          | 3          |            |  |  |        |        |        |  |
|  |                  |                  |                  |             |                |                |            |            |  |  |        |        |        |  |
|  |                  |                  | Galatasaray      | Galatasaray | 2              |                |            |            |  |  |        |        |        |  |
|  | Galatasaray      | Galatasaray      | Galatasaray      | Galatasaray | 2              | 3              |            |            |  |  |        |        |        |  |
|  | Galatasaray      | Galatasaray      |                  |             |                |                |            |            |  |  |        |        |        |  |
|  | Cizre            | Cizre            | 2                |             |                |                |            |            |  |  |        |        |        |  |
|  | Cizre            | Cizre            | 2                |             | Galatasaray    | Galatasaray    | 3          |            |  |  |        |        |        |  |
|  |                  |                  |                  |             | Galatasaray    | Galatasaray    | 3          |            |  |  |        |        |        |  |
|  |                  |                  | Spor Toto        | Spor Toto   | 2              |                |            |            |  |  |        |        |        |  |
|  | Fenerbahçe       | Fenerbahçe       | Spor Toto        | Spor Toto   | 2              | 0              |            |            |  |  |        |        |        |  |
|  | Fenerbahçe       | Fenerbahçe       |                  |             |                |                |            |            |  |  |        |        |        |  |
|  | Spor Toto        | Spor Toto        | 3                |             |                |                |            |            |  |  |        |        |        |  |

#### Risultati

##### Quarti di finale
| 23 dicembre 2021 Başkent Voleybol Salonu, Ankara Durata: 1h:16 - Spettatori: 500    | Ziraat Bankası | 3 - 0 | Yeni Kızıltepe | 25-12, 25-20, 25-17               |
| 24 dicembre 2021 Başkent Voleybol Salonu, Ankara Durata: 2h:29 - Spettatori: 2 000  | Halkbank       | 2 - 3 | Arkas          | 28-26, 23-25, 19-25, 27-25, 12-15 |
| 22 dicembre 2021 Burhan Felek Spor Salonu, Istanbul Durata: 2h:02 - Spettatori: 150 | Galatasaray    | 3 - 2 | Cizre          | 23-25, 23-25, 25-21, 25-11, 15-9  |
| 24 dicembre 2021 Burhan Felek Spor Salonu, Istanbul Durata: 1h:29 - Spettatori: 150 | Fenerbahçe     | 0 - 3 | Spor Toto      | 12-25, 21-25, 18-25               |

##### Semifinali
| 11 aprile 2022 Taha Akgül Spor Salonu, Sivas Durata: 1h:59 - Spettatori: 3 200 | Ziraat Bankası | 1 - 3 | Arkas     | 21-25, 28-26, 24-26, 18-25        |
| 11 aprile 2022 Taha Akgül Spor Salonu, Sivas Durata: 2h:21 - Spettatori: 1 600 | Galatasaray    | 3 - 2 | Spor Toto | 28-30, 25-23, 25-20, 11-25, 15-10 |

##### Finale
| 13 aprile 2022 Taha Akgül Spor Salonu, Sivas Durata: 2h:24 - Spettatori: 3 650 | Arkas | 3 - 2 | Galatasaray | 25-23, 22-25, 25-17, 27-29, 15-8 |

## Statistiche
| Rendimento individuale | Rendimento individuale | Rendimento individuale | Rendimento individuale |
| Pos.                   | Nome                   | Punti                  | Squadra                |
| ---------------------- | ---------------------- | ---------------------- | ---------------------- |
| 1                      | Burutay Subaşı         | 109                    | Arkas                  |
| 2                      | Gabriel Cândido        | 96                     | Arkas                  |
| 3                      | Maurice Torres         | 84                     | Galatasaray            |
| 4                      | Nicholas Hoag          | 79                     | Arkas                  |
| 5                      | Morteza Sharifi        | 79                     | Spor Toto              |

| Attacchi vincenti | Attacchi vincenti | Attacchi vincenti | Attacchi vincenti |
| Pos.              | Nome              | Punti             | Squadra           |
| ----------------- | ----------------- | ----------------- | ----------------- |
| 1                 | Burutay Subaşı    | 93                | Arkas             |
| 2                 | Gabriel Cândido   | 79                | Arkas             |
| 3                 | Nicholas Hoag     | 70                | Arkas             |
| 4                 | Maurice Torres    | 69                | Galatasaray       |
| 5                 | Roman Danilov     | 65                | Sorgun            |

| Muri vincenti | Muri vincenti    | Muri vincenti | Muri vincenti  |
| Pos.          | Nome             | Punti         | Squadra        |
| ------------- | ---------------- | ------------- | -------------- |
| 1             | Özkan Hayırlı    | 15            | Cizre          |
| 2             | Doğukan Ulu      | 13            | Galatasaray    |
| 3             | Mirza Lagumdžija | 12            | Arkas          |
| 3             | Graham Vigrass   | 12            | Halkbank       |
| 5             | Gabriel Cândido  | 11            | Arkas          |
| 5             | Michał Filip     | 11            | Yeni Kızıltepe |
| 5             | Ulaş Kıyak       | 11            | Arkas          |
| 5             | Mustafa Koç      | 11            | Halkbank       |
| 5             | Emre Savaş       | 11            | Galatasaray    |

| Battute vincenti | Battute vincenti | Battute vincenti | Battute vincenti |
| Pos.             | Nome             | Punti            | Squadra          |
| ---------------- | ---------------- | ---------------- | ---------------- |
| 1                | Morteza Sharifi  | 13               | Spor Toto        |
| 2                | Murat Yenipazar  | 10               | Galatasaray      |
| 3                | Martin Atanasov  | 8                | Ziraat Bankası   |
| 4                | Efe Mandıracı    | 8                | Arkas            |
| 5                | Maurice Torres   | 8                | Galatasaray      |